# Військовий переворот у Нігері (2010)
Переворот у Нігері стався 18 лютого 2010 року, коли озброєні офіцери-змовники вдерлися до палацу президента у Ніамеї і заарештували очільника держави Мамаду Танжа. Керівником заколотників був Салу Джибо. Змовники тут же організували військову хунту і оголосили про позачергові президентські вибори, однак заявили, що члени хунти не будуть на них балотуватися. Хоча переворот пройшов безкровно, ряд африканських країн засудили його.